# Plan Névé, Vaud
Plan Névé är en glaciär i Schweiz. Den ligger i distriktet Aigle och kantonen Vaud, i den sydvästra delen av landet, 80 km söder om huvudstaden Bern. Plan Névé ligger cirka 2 500 meter över havet.